# Hoverberget
Hoverberget es una montaña en una península en la parte sur del lago Storsjön. La montaña, un hito importante y un espacio Natura 2000 designado reserva natural, se encuentra dentro del municipio de Berg en el sur de Jämtland en el norte de Suecia. El pueblo de Berg se encuentra en la ladera sur de la Hoverberget, está a 255 metros sobre el Storsjön y sus alrededores, y culmina a 548 metros sobre el nivel del mar.